# Liste des monuments historiques nationaux de la province de Chubut
Cet article recense les monuments historiques de la province de Chubut, en Argentine.

## Liste
| Monument                                                             | Commune            | Adresse                                                           | Coordonnées                        | Loi            | Notice | Catégorie                               | Date | Illustration                                                         |
| -------------------------------------------------------------------- | ------------------ | ----------------------------------------------------------------- | ---------------------------------- | -------------- | ------ | --------------------------------------- | ---- | -------------------------------------------------------------------- |
| Manantiales Villarino                                                | N/A                | Península Valdés, a la altura del paralelo 42. En Salina Grande   | à géolocaliser                     | Décret no 3911 | 510    | Lieu historique                         |      | Image manquante Téléverser                                           |
| Fort San José                                                        | N/A                | Península Valdés, a la altura del paralelo 42. Campo Suc. Fracaso | à géolocaliser                     | Décret no 3911 | 511    | Monument historique                     |      | Image manquante Téléverser                                           |
| Caleta Hornos                                                        | Ameghino           | Bahía Gil (avant Bahía de Camarones)                              | 45° 02′ 20″ sud, 65° 41′ 03″ ouest | Décret no 1359 | 512    | Lieu historique                         |      | Image manquante Téléverser                                           |
| École nationale primaire no 17 « Maestro Vicente Calderón »          | Cholila            | Paraje El Blanco                                                  | 42° 30′ 41″ sud, 71° 25′ 53″ ouest | Décret no 1300 | 513    | Monument historique                     |      | Image manquante Téléverser                                           |
| Ancienne gare ferroviaire de marchandises                            | Comodoro Rivadavia | 9 de Julio, Plaza Scalabrini Ortiz                                | 45° 51′ 46″ sud, 67° 28′ 41″ ouest | Loi no 24798   | 514    | Bien d'intérêt historique               |      | Image manquante Téléverser                                           |
| Ancienne usine du port                                               | Comodoro Rivadavia | Av. Hipólito Yrigoyen sobre tierras ganadas al mar                | 45° 51′ 47″ sud, 67° 28′ 34″ ouest | Loi no 24798   | 515    | Bien d'intérêt historique               |      | Image manquante Téléverser                                           |
| Musée national du pétrole                                            | Comodoro Rivadavia | Pozo 2, Barrio Gral. Mosconi                                      | 45° 50′ 13″ sud, 67° 28′ 46″ ouest | Loi no 24799   | 516    | Bien d'intérêt historique               |      | Image manquante Téléverser                                           |
| Théâtre espagnol                                                     | Comodoro Rivadavia | San Martín 668/674                                                | 45° 51′ 40″ sud, 67° 29′ 02″ ouest | Loi no 26333   | 517    | Bien d'intérêt historique et artistique |      | Théâtre espagnol                                                     |
| École nationale no 18 de Río Corintos                                | Futaleufú          | Colonia « 16 de Octubre »                                         | 43° 05′ 17″ sud, 71° 23′ 57″ ouest | Décret no 1908 | 518    | Lieu historique                         |      | Image manquante Téléverser                                           |
| Chapelle Seion de Bryn Gwyn                                          | Gaiman             | Gaiman 4323/66                                                    | 43° 17′ 23″ sud, 65° 29′ 32″ ouest | Loi no 23826   | 519    | Monument historique                     |      | Image manquante Téléverser                                           |
| Ville de José de San Martín                                          | José de San Martín |                                                                   | 44° 03′ 05″ sud, 70° 28′ 15″ ouest | Loi no 25008   | 520    | Lieu historique                         |      | Image manquante Téléverser                                           |
| Predio ou s'élève le monument à la mémoire du Cacique Casimiro Biguá | José de San Martín | Av. San Martín entre Belgrano y Rivadavia                         | 44° 03′ 05″ sud, 70° 28′ 09″ ouest | Loi no 24975   | 521    | Lieu historique                         |      | Predio ou s'élève le monument à la mémoire du Cacique Casimiro Biguá |
| Gare ferroviaire de Trelew                                           | Trelew             | 9 de Julio y Fontana                                              | 43° 14′ 59″ sud, 65° 18′ 25″ ouest | Décret no 5239 | 522    | Monument historique                     |      | Image manquante Téléverser                                           |